# Marquesado de Tamarón
El Marquesado de Tamarón es un título nobiliario español creado el 4 de abril de 1712 por el rey Felipe V y otorgado a Diego Pablo de Mora-Figueroa, Miranda y Morales, caballero del hábito de Calatrava y vecino de Cádiz.
Su actual titular es el diplomático y escritor Santiago de Mora-Figueroa y Williams.
|                       | Titular                                                   | Periodo               |
| Creación por Felipe V | Creación por Felipe V                                     | Creación por Felipe V |
| --------------------- | --------------------------------------------------------- | --------------------- |
| I                     | Diego Pablo de Mora y Figueroa                            | 1712-1716             |
| II                    | Ignacio Teodomiro de Mora y Figueroa y Gutiérrez del Mazo | 1716-1761             |
| III                   | Maria Diego de Mora y Figueroa y Partyet                  | 1761-1784             |
| IV                    | Ramón de Mora y Figueroa y Duarte                         | 1784-1792?            |
| V                     | José María de Mora y Duarte                               | 1792-1845             |
| VI                    | José de Mora y Daza                                       | 1845-1909             |
| VII                   | José de Mora-Figueroa y Ferrer                            | 1909-1929             |
| VIII                  | José de Mora-Figueroa y Gómez-Imaz                        | 1929-1976             |
| IX                    | Santiago de Mora-Figueroa y Williams                      | 1976-presente         |